# Keystone Heights
Keystone Heights és una població dels Estats Units a l'estat de Florida. Segons el cens del 2000 tenia 1.349 habitants.

## Demografia
Segons el cens del 2000, Keystone Heights tenia 1.349 habitants, 515 habitatges, i 374 famílies. La densitat de població era de 114,7 habitants/km².
Dels 515 habitatges en un 36,5% hi vivien nens de menys de 18 anys, en un 56,7% hi vivien parelles casades, en un 12,6% dones solteres, i en un 27,2% no eren unitats familiars. En el 24,1% dels habitatges hi vivien persones soles el 14% de les quals corresponia a persones de 65 anys o més que vivien soles. El nombre mitjà de persones vivint en cada habitatge era de 2,62 i el nombre mitjà de persones que vivien en cada família era de 3,09.
Per edats la població es repartia de la següent manera: un 28,1% tenia menys de 18 anys, un 8,1% entre 18 i 24, un 25% entre 25 i 44, un 21,5% de 45 a 60 i un 17,3% 65 anys o més.
L'edat mediana era de 38 anys. Per cada 100 dones de 18 o més anys hi havia 81,3 homes.
La renda mediana per habitatge era de 39.519 $ i la renda mediana per família de 47.404 $. Els homes tenien una renda mediana de 37.500 $ mentre que les dones 24.886 $. La renda per capita de la població era de 19.157 $. Entorn del 5,1% de les famílies i el 8,3% de la població estaven per davall del llindar de pobresa.

## Poblacions més properes
El següent diagrama mostra les poblacions més properes.